# Sarlo (famiglia)
I Sarlo sono una delle più antiche famiglie nobili calabresi, decorata, come ricorda il Libro d' Oro della Nobiltà Italiana, di titolo marchionale e riconosciuta dal Sovrano Ordine Militare di Malta.
La famiglia ha in realtà una più antica ed illustre origine nobiliare normanna, discendendo da Sarlo d'Hauteville, figlio di Tancredi, registrato dal celeberrimo Catalogus Baronum come Feudatario in Capite de Domino Rege.
Da sempre iscritta alla "Nobile Arciconfraternita dei Bianchi di Reggio Calabria", uno dei suoi membri, Gaetano Sarlo di Marcantonio, fu tra i 14 nobili reggini fondatori (nel 1664) della Nobile Confraternita di San Domenico.

## Salento: XI - XVI secolo
I Sarlo giunsero in Italia con le conquiste normanne, stabilendosi in Salento. A partire dall'XI secolo la famiglia è dunque attestata in Puglia, nella Contea di Lecce, dove fu aggregata a quel patriziato.
La morte di Corradino di Svevia fu la causa dell'apertura di una parentesi buia, nella quale la famiglia si ritrovò per ben due secoli: i Sarlo, infatti, avevano scelto - per ovvi motivi - di non schierarsi con i vincitori Angioini, condannandosi così a rimanere estranei alla vita aristocratica della Contea.
I Sarlo furono aggregati nuovamente al patriziato leccese  solo con la fine della parabola della Contea, conclusasi nel 1463 con Ferrante 1° d'Aragona, che si proclamò legittimo erede di questa e la fece confluire nel suo regno. 
Proprio il re, l'anno successivo, nominò infatti Giacomo Sarlo - conosciuto come il Barone Francese" - Cavallerizzo Maggiore della Reale Cavalleria, donandogli i feudi di Ussano, di Parco, Melpignano e Zollino nel suo contado di Lecce.
Nel 1492 i feudi di Giacomo passarono al figlio Alfonso Sarlo, Barone di Ussano, Zollino e Crullino. Costui nel 1528 fiancheggiò in battaglia insieme ad altri baroni salentini Carlo V d'Asburgo, combattendo contro la Francia del re Francesco I, desideroso di strappare all'imperatore il Regno di Napoli. Il Barone visse, assieme alla famiglia, nell’isola di San Giorgio a Lecce, che prendeva il nome dall’omonima Cappella, e che, all’inizio del XVII secolo, era soprannominata “de' Capperini”.
Nel 1545 alcuni Sarlo, tra cui Rosello, fratello del Barone Alfonso, lasciarono la terra d'Otranto, divenuti feudatari in Calabria.

## Calabria: XVI - XIX secolo
I Sarlo si stabilirono quindi in Calabria, a Francica, Mileto e Reggio Calabria, dove nel tempo possedettero diversi feudi, tra cui Pongadi (o Pungadi), Monsoreto, Prateria ed il Casale di Sant'Anna) .
Francica, nell'attuale provincia di Vibo Valentia, fu il primo paese calabrese a vedere protagonista della vita pubblica la famiglia. Il Vescovo Marcantonio Del Tufo riportò nelle cronache di una visita pastorale, risalente al 1586, tra le figure più illustri del paese, il magnifico Modesto Sarlo, nel ruolo di sindaco, e il magnifico Ascanio Sarlo. Il numero di sindaci che il casato diede a Francica (Vincenzo Cupi ne conta 23 su 45) testimonia la grande partecipazione politica della famiglia in paese, così come le diverse vie, e una piazza, intitolate a suoi discendenti, e i due palazzi che possedette: Palazzo Roberto Sarlo, in piazza Martiri d'Ungheria e Palazzo Annunziato Sarlo.
Il figlio dell'unione tra il M. Ascanio e Cassandra Salonio, il Barone Don Ottavio Sarlo da Francica, fu una figura assolutamente di spicco nel panorama nobiliare di Mileto e Reggio Calabria. Nella regia città esercitò la professione di Utrusque Jure Doctore, divenendo dal 1592 al 1593 sindaco dei nobili di Reggio Calabria: la carica in questione costituiva, affiancata dalla figura del sindaco dei civili, il governo della città. Un documento del notaio Bellè Giuseppe attesta che il Barone prese come prima moglie Giulia Bernardo di Guerino, nel 1582. Dal secondo matrimonio, risalente al 1601, con Lucrezia Campagna nacque Marcantonio, futuro padre di Gaetano Sarlo (il già citato fondatore della Nobile Confraternita di San Domenico).
Oltre a questo altri Sarlo furono sindaci di Reggio Calabria. Tra le 33 famiglie che diedero i sindaci nobili alla città dal 1732 al 1748 vi fu infatti proprio questo casato. Sarà sindaco anche il marchese Antonio Sarlo.
La famiglia diede i natali a numerosi uomini di chiesa, tra i quali sono degni di nota Don Gregorio Sarlo - che a cavallo tra il '600 e il '700 fu rettore della chiesa parrocchiale della Santissima Annunziata - e Don Carlo Sarlo, il quale influenzato dalle idee libertine di Napoleone, piantò a Francica l’Albero della libertà dei Giacobini.
I Sarlo si unirono, tramite matrimonio, a molte altre famiglie nobili della regione: tra queste i Bisogni, Lombardo, Marzano, Comerci, Barone, Barletta, Satriano, Sodaro.

## Regno Delle due Sicilie e d'Italia

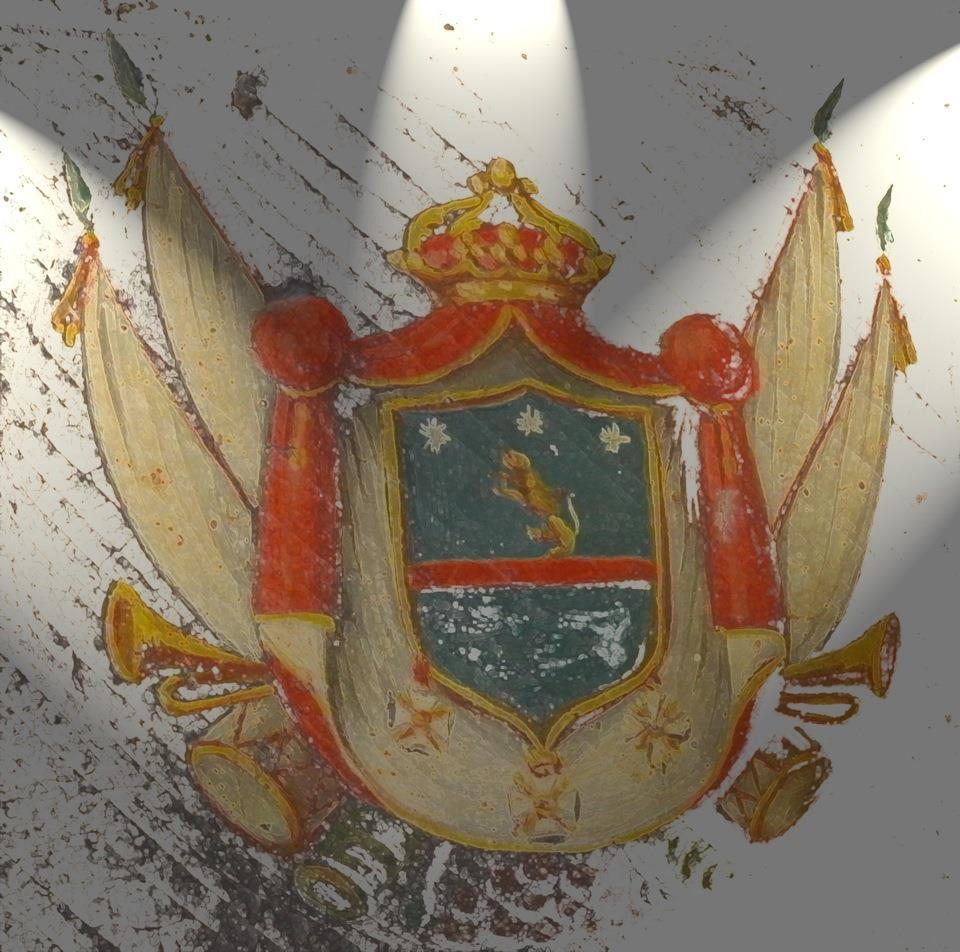
Stemma con corona marchese

Proseguendo nella discendenza si incontra Domenico Sarlo, il quale fu ammesso nel 1769 a servire nelle Reali Guardie del Corpo, sotto il dominio del re di Napoli Ferdinando IV, futuro primo sovrano del Regno delle Due Sicilie. 
Annunziato Sarlo, primo deputato di Mileto e Nicotera nel 1848, e il marchese Scipione, furono entrambi suoi figli.
Il Marchese Scipione Sarlo (1789, Napoli 1853) fu un avvocato, giureconsulto e magistrato di grande rilievo. Con il dominio dei Re Francesco I e Ferdinando II, ai quali fu assolutamente fedele, ebbe diversi incarichi ufficiali: fu, tra gli altri, Procuratore generale del Re per le Calabrie; Procuratore generale presso la gran corte criminale in Catanzaro; Giudice della gran Corte criminale in Reggio; Presidente del Tribunale Civile in Reggio; Consigliere di Corte Suprema di giustizia in missione di Procurator Generale presso la Gran corte civile in Catania; Prefetto di polizia in Napoli - con un decreto del 4 dicembre 1841.
L'avvocato è autore de “Discorsi censori pronunciati in diverse gran corti del regno delle Due Sicilie”, edito da Pietro Giuntini nel 1839.
Il titolo di Scipione passò al primogenito, Antonio Sarlo. Anch'esso dunque marchese, oltre ad essere stato consigliere comunale, sicuramente nell'anno 1882, come anticipato fu alla fine del XIX secolo sindaco di Reggio Calabria, per due mandati:  2 marzo 1891 - 19 aprile 1893; 14 agosto 1895 - 14 novembre 1895. Egli ebbe un ruolo di primo piano nelle vicende politiche interne alla città, come lasciano intuire le pagine dell'opera di Gaetano Cingari riguardo a questa, dove il Sarlo è citato più volte.
L'avvocato Gennaro Sarlo, secondo figlio del sopracitato Scipione e di Giuseppina Sarlo, ebbe anch'esso un ruolo attivo nella vita del suo regno (non più quello delle due Sicilie ma quello d'Italia). Di professione avvocato, fu nominato nel 1922 da Vittorio Emanuele III Commendatore all’Ordine della Corona d’Italia, oltre ad avere altri incarichi nel Regno (un documento testimonia ad esempio l'affidamento a questo nel 1907 della sezione temporanea per la concessione dei muti di favore ai danneggiati dal terremoto delle Calabrie). Prese in moglie Giuditta Melecrenis (Pizzo, 23/01/1870), figlia di Giovan-Battista Melecrinis, III Barone di Joppolo sino all' abolizione della feudalità nel 1806, nonché cavaliere di grazia nel 1816 del Sacro Militare Ordine Costantiniano di San Giorgio.

## I Sarlo a Trani
Da Abriola, in Basilicata, un ramo della famiglia si trasferì, alla fine del XVII secolo a Trani, venendo aggregata il 4 maggio 1727 a quel Patriziato (Angelo Sarlo ne è il capostipite). Il neo-nato ramo tranese, anch'esso nobile, generò avvocati, ecclesiastici, ufficiali e ingegneri. La famiglia in paese possedette un palazzo, Palazzo Sarlo, in via Mario Pagano, portato in dote da Annuccia Azzaroli a Giuseppe Sarlo nel 1711.
Tra i membri più illustri di questo ramo c'è Francesco Sarlo, storico tranese, architetto demaniale e ingegnere. Questo, consorte della nobil donna Clarice Romito, ebbe diversi ruoli di rilievo: fu Commissario per la conservazione dei monumenti e antichità della Provincia di Bari, fu poi, nel 1878, nominato Ispettore degli scavi e monumenti di Trani e diresse anche i restauri del campanile della Cattedrale della città nel 1902. Si dedicò anche alla realizzazione di diverse opere, tra le quali “Il Duomo di Trani, monumento nazionale”, edito dall’Editore Vecchi nel 1897, e “Il sistema monetario in Puglia nel IX secolo durante la dominazione bizantina”.
Giuseppe Sarlo fu sindaco della città per due mandati: 1894-1895 e nel 1897.